# Benimodo
Benimodo là một đô thị ở comarca Ribera Alta cộng đồng Valencia, Tây Ban Nha. Đô thị này có diện tích 12,52 km², dân số thời điểm năm 2006 là 2098 người.